# Лавланд (Оклахома)
Лавланд (енгл. Loveland) град је у америчкој савезној држави Оклахома.

## Демографија
По попису из 2010. године број становника је 13, што је 1 (-7,1%) становника мање него 2000. године.
| Група             | 2000.      | 2010.      |
| Белци             | 13 (92,9%) | 10 (76,9%) |
| Афроамериканци    | 1 (7,1%)   | 0 (0,0%)   |
| Азијати           | 0 (0,0%)   | 0 (0,0%)   |
| Хиспаноамериканци | 0 (0,0%)   | 3 (23,1%)  |
| Укупно            | 14         | 13         |